# Кім Джон Пхіль
Кім Джон Пхіль (кор. 김종필, 金鍾泌, Gim Jong-pil, Kim Chongp'il; 7 січня 1926 — 23 червня 2018) — корейський військовик, державний і політичний діяч, засновник Корейського центрального розвідувального управління двічі займав пост прем'єр-міністра Республіки Корея.

## Біографія
Вступив на навчання до Сеульського національного університету, втім залишив його, а 1949 року закінчив 1949 Корейську військову академію. Під час Корейської війни отримав звання підполковника. У вересні 1960 року Кім був у складі групи з 12 підполковників (10 з них — члени його ж випуску) та 4 полковників, що вдерлась до будівлі Генерального штабу та зажадала зміни більшості членів військової верхівки, за що був заарештований та звільнений з армії, втім невдовзі його поновили й надали звання полковника.
За лінією дружини був родичем Пак Чон Хі. Брав активну участь у травневому перевороті 1961 року, після чого Пак Чон Хі доручив йомустворити Корейське центральне розвідувальне управління (KCIA), яке Кім Джон Пхіль очолював до початку 1963 року.
На початку 1963 року Пак Чон Хі перевів Кіма на роботу з організації нової політичної партії — Демократичної республіканської партії (ДРП), перший з'їзд якої відбувся 26 лютого. Програма ДРП відображала основні положення теорії адміністративної демократії, причому ідеали нового режиму пов'язували з духом Руху 1 березня 1919 року та Квітневої революції 1960 року.
В 1960-их роках Кім Джон Пхіля переслідували скандали, пов'язані зі звинуваченнями в оборудках на фондовому ринку в Сеулі та зловживаннях іноземними інвестиціями, втім офіційні звинувачення до нього ніколи не висувались.
Наприкінці 1960-их, коли Пак Чон Хі почав домагатись зміни конституції країни, щоб виставити свою кандидатуру на третій президентський термін, Кім Джон Пхіль, який вважав себе найбільш імовірним його наступником, почав чинити опір, у результаті чого в травні-червні 1968 року його було усунуто від усіх державних посад, а 30 травня того ж року він пішов у відставку з посту голови ДРП. Упродовж всієї політичної кар'єри Кім Джон Пхіля неодноразово усували від усіх посад і засилали, а потім повертали на керівні державні та партійні пости.
Від червня 1971 до грудня 1975 року Кім Джон Пхіль очолював Уряд Республіки Корея. 1975 року Пак Чон Хі усунув Кіма від посади прем'єр-міністра та замінив його на Чхве Гю Ха, який був професійним бюрократом, але, на відміну від Кіма, не мав політичних амбіцій.
Після вбивства Пак Чон Хі та приходу до влади Чон Ду Хвана, Кім Джон Пхіля виключили з партії та впродовж певного часу утримували під арештом.
1987 року він брав участь у президентських виборах, за результатами яких посів четверте місце (виборов близько 8 %). Після перемоги Кім Йон Сама на президентських виборах 1992 року вступив з ним у коаліцію, втім за рік вона розпалась. Після того Кім Джон Пхіль створив праву партію «Об'єднані ліберал-демократи», що на парламентських виборах 1996 року здобула 50 мандатів.
Від березня 1998 до січня 2000 року знову очолював уряд. 2001 року Кім Джон Пхіль відвідав Індію у складі делегації корейських істориків, підприємців та представників уряду, що включала представників як КНДР (у тому числі й посла Північної Кореї в Індії), так і Південної Кореї, які вважали себе нащадками легендарного короля Суро, засновника держави на південному сході Корейського півострова в I столітті. Делегація взяла участь в урочистому відкритті пам'ятника королеві Хван, дружині вана Суро, на західному березі річки Сараю в штаті Уттар-Прадеш. Після того візиту Кім Джон Пхіль надіслав листа Бхімендрі Мохану Мішрі Пратапу, представнику королівської родини з Айдох'ї, в якому зазначав: «я виконав своє бажання відвідати Айодх'ю, принцеса якої стала королевою Хван, дружиною вана Суро. Я є нащадком вана Суро в 72-му поколінні».
На початку 2002 року Кім Джон Пхіль заявляв про намір знову балотуватись на пост президента, втім через відсутність реальних шансів від участі у виборах відмовився. Після того, як на парламентських виборах 2004 року його партія виборола лише 4 місця, він оголосив про свій ухід з політичного життя.
Помер 23 червня 2018 року.